# Liste des épisodes de House of Cards

Cette page présente la liste des épisodes de la série télévisée américaine House of Cards.

## Résumé
| Saison | Saison | Nombre d'épisodes | / Diffusion originale sur Netflix | Date de sortie en DVD et Blu-ray | Date de sortie en DVD et Blu-ray | Date de sortie en DVD et Blu-ray |
| Saison | Saison | Nombre d'épisodes | / Diffusion originale sur Netflix | Région 1                         | Région 2                         | Région 4                         |
| ------ | ------ | ----------------- | --------------------------------- | -------------------------------- | -------------------------------- | -------------------------------- |
|        | 1      | 13                | 1er février 2013                  | 11 juin 2013                     | 10 juin 2013                     | 27 juin 2013                     |
|        | 2      | 13                | 14 février 2014                   | 17 juin 2014                     | NC                               | NC                               |
|        | 3      | 13                | 27 février 2015                   | NC                               | NC                               | NC                               |
|        | 4      | 13                | 4 mars 2016                       | NC                               | NC                               | NC                               |
|        | 5      | 13                | 30 mai 2017                       | NC                               | NC                               | NC                               |
|        | 6      | 8                 | 2 novembre 2018                   | NC                               | NC                               | NC                               |

## Épisodes

### Saison 1 (2013)
| N° | Titre original | Titre français             | Réalisateur       | Scénariste(s)                            | 1re diffusion États-Unis, Canada (Netflix) | 1re diffusion Belgique (Be 1) | 1re diffusion France (Canal+) | Code de production |
| -- | -------------- | -------------------------- | ----------------- | ---------------------------------------- | ------------------------------------------ | ----------------------------- | ----------------------------- | ------------------ |
| 1  | Chapter 1      | L'Échiquier politique      | David Fincher     | Beau Willimon                            | 1er février 2013                           | 14 février 2013               | 29 août 2013                  | HOC-101            |
| 2  | Chapter 2      | Chaises musicales          | David Fincher     | Beau Willimon                            | 1er février 2013                           | 21 février 2013               | 29 août 2013                  | HOC-102            |
| 3  | Chapter 3      | Tables de négociations     | James Foley       | Keith Huff & Beau Willimon               | 1er février 2013                           | 28 février 2013               | 29 août 2013                  | HOC-103            |
| 4  | Chapter 4      | Alliances stratégiques     | James Foley       | Rick Cleveland & Beau Willimon           | 1er février 2013                           | 7 mars 2013                   | 5 septembre 2013              | HOC-104            |
| 5  | Chapter 5      | Changement de programme    | Joel Schumacher   | Sarah Treem                              | 1er février 2013                           | 14 mars 2013                  | 5 septembre 2013              | HOC-105            |
| 6  | Chapter 6      | Fin de la récréation       | Joel Schumacher   | Sam Forman                               | 1er février 2013                           | 21 mars 2013                  | 12 septembre 2013             | HOC-106            |
| 7  | Chapter 7      | Faites vos jeux            | Charles McDougall | Kate Barnow & Beau Willimon              | 1er février 2013                           | 28 mars 2013                  | 12 septembre 2013             | HOC-107            |
| 8  | Chapter 8      | Les Copains d'avant        | Charles McDougall | Beau Willimon                            | 1er février 2013                           | 4 avril 2013                  | 19 septembre 2013             | HOC-108            |
| 9  | Chapter 9      | Tout compte fait           | James Foley       | Beau Willimon & Rick Cleveland           | 1er février 2013                           | 11 avril 2013                 | 19 septembre 2013             | HOC-109            |
| 10 | Chapter 10     | Rébellions                 | Carl Franklin     | Sarah Treem                              | 1er février 2013                           | 18 avril 2013                 | 26 septembre 2013             | HOC-110            |
| 11 | Chapter 11     | Descente en enfer          | Carl Franklin     | Keith Huff & Kate Barnow & Beau Willimon | 1er février 2013                           | 25 avril 2013                 | 26 septembre 2013             | HOC-111            |
| 12 | Chapter 12     | Échanges de bons procédés  | Allen Coulter     | Gina Gionfriddo & Beau Willimon          | 1er février 2013                           | 2 mai 2013                    | 3 octobre 2013                | HOC-112            |
| 13 | Chapter 13     | La Fin justifie les moyens | Allen Coulter     | Beau Willimon                            | 1er février 2013                           | 11 mai 2013                   | 3 octobre 2013                | HOC-113            |

### Saison 2 (2014)
| N° | Titre original | Titre français         | Réalisateur   | Scénariste(s)                   | 1re diffusion États-Unis, Canada (Netflix) | 1re diffusion Belgique (Be 1) | 1re diffusion France (Canal+) | Code de production |
| -- | -------------- | ---------------------- | ------------- | ------------------------------- | ------------------------------------------ | ----------------------------- | ----------------------------- | ------------------ |
| 1  | Chapter 14     | Nouvelle base          | Carl Franklin | Beau Willimon                   | 14 février 2014                            | 20 février 2014               | 13 mars 2014                  | HOC-201            |
| 2  | Chapter 15     | Trafic d'influence     | Carl Franklin | Beau Willimon                   | 14 février 2014                            | 20 février 2014               | 13 mars 2014                  | HOC-202            |
| 3  | Chapter 16     | Vice et procédure      | James Foley   | Bill Cain                       | 14 février 2014                            | 27 février 2014               | 13 mars 2014                  | HOC-203            |
| 4  | Chapter 17     | Huis clos              | James Foley   | Laura Eason                     | 14 février 2014                            | 27 février 2014               | 20 mars 2014                  | HOC-204            |
| 5  | Chapter 18     | Le soldat Underwood    | John Coles    | Kenneth Lin                     | 14 février 2014                            | 6 mars 2014                   | 20 mars 2014                  | HOC-205            |
| 6  | Chapter 19     | Coup pour coup         | John Coles    | John Mankiewicz                 | 14 février 2014                            | 6 mars 2014                   | 27 mars 2014                  | HOC-206            |
| 7  | Chapter 20     | Financement occulte    | James Foley   | David Manson                    | 14 février 2014                            | 13 mars 2014                  | 27 mars 2014                  | HOC-207            |
| 8  | Chapter 21     | Effet domino           | James Foley   | Bill Kennedy                    | 14 février 2014                            | 13 mars 2014                  | 3 avril 2014                  | HOC-208            |
| 9  | Chapter 22     | Orgueil et Humiliation | Jodie Foster  | Beau Willimon                   | 14 février 2014                            | 20 mars 2014                  | 3 avril 2014                  | HOC-209            |
| 10 | Chapter 23     | Liaisons dangereuses   | Robin Wright  | Laura Eason & Beau Willimon     | 14 février 2014                            | 20 mars 2014                  | 10 avril 2014                 | HOC-210            |
| 11 | Chapter 24     | Relations tendues      | John Coles    | John Mankiewicz & Beau Willimon | 14 février 2014                            | 27 mars 2014                  | 10 avril 2014                 | HOC-211            |
| 12 | Chapter 25     | Envers et contre tous  | James Foley   | Beau Willimon                   | 14 février 2014                            | 27 mars 2014                  | 17 avril 2014                 | HOC-212            |
| 13 | Chapter 26     | Nouveau chapitre       | James Foley   | Beau Willimon                   | 14 février 2014                            | 3 avril 2014                  | 17 avril 2014                 | HOC-213            |

### Saison 3 (2015)
Le 4 février 2014, Netflix annonce une troisième saison,.
| N° | Titre original | Titre français        | Réalisateur       | Scénariste(s)        | 1re diffusion États-Unis, Canada (Netflix) | 1re diffusion Belgique (Be 1) | 1re diffusion France (Canal+) | Code de production |
| -- | -------------- | --------------------- | ----------------- | -------------------- | ------------------------------------------ | ----------------------------- | ----------------------------- | ------------------ |
| 1  | Chapter 27     | Nouveau jeu           | John David Coles  | Beau Willimon        | 27 février 2015                            |                               |                               | HOC-301            |
| 2  | Chapter 28     | Chute libre           | John David Coles  | John Mankiewicz      | 27 février 2015                            |                               |                               | HOC-302            |
| 3  | Chapter 29     | Diplomatie de l'Est   | Tucker Gates      | Frank Pugliese       | 27 février 2015                            |                               |                               | HOC-303            |
| 4  | Chapter 30     | Dommages collatéraux  | Tucker Gates      | Laura Eason          | 27 février 2015                            |                               |                               | HOC-304            |
| 5  | Chapter 31     | Promesses             | James Foley       | Kenneth Lin          | 27 février 2015                            |                               |                               | HOC-305            |
| 6  | Chapter 32     | Concessions           | James Foley       | Melissa James Gibson | 27 février 2015                            |                               |                               | HOC-306            |
| 7  | Chapter 33     | Troubles du passé     | John Dahl         | Beau Willimon        | 27 février 2015                            |                               |                               | HOC-307            |
| 8  | Chapter 34     | L'ouragan Underwood   | John Dahl         | Bill Kennedy         | 27 février 2015                            |                               |                               | HOC-308            |
| 9  | Chapter 35     | Condoléances          | Robin Wright      | John Mankiewicz      | 27 février 2015                            |                               |                               | HOC-309            |
| 10 | Chapter 36     | Vallée du Jourdain    | Agnieszka Holland | Frank Pugliese       | 27 février 2015                            |                               |                               | HOC-310            |
| 11 | Chapter 37     | La famille avant tout | Agnieszka Holland | Melissa James Gibson | 27 février 2015                            |                               |                               | HOC-311            |
| 12 | Chapter 38     | Principes moraux      | Robin Wright      | Beau Willimon        | 27 février 2015                            |                               |                               | HOC-312            |
| 13 | Chapter 39     | Nouvelle vie          | James Foley       | Beau Willimon        | 27 février 2015                            |                               |                               | HOC-313            |

### Saison 4 (2016)
| N° | Titre original | Titre français                              | Réalisateur      | Scénariste(s)                      | 1re diffusion États-Unis, Canada (Netflix) | 1re diffusion Belgique (Be 1) | 1re diffusion France (Canal+) | Code de production |
| -- | -------------- | ------------------------------------------- | ---------------- | ---------------------------------- | ------------------------------------------ | ----------------------------- | ----------------------------- | ------------------ |
| 1  | Chapter 40     | Débuts de campagne                          | Tucker Gates     | Beau Willimon                      | 4 mars 2016                                |                               |                               | HOC-401            |
| 2  | Chapter 41     | Première Dame rebelle                       | Tucker Gates     | Melissa James Gibson               | 4 mars 2016                                |                               |                               | HOC-402            |
| 3  | Chapter 42     | Jour de vote                                | Robin Wright     | Frank Pugliese                     | 4 mars 2016                                |                               |                               | HOC-403            |
| 4  | Chapter 43     | Danger à Dallas                             | Robin Wright     | John Mankiewicz                    | 4 mars 2016                                |                               |                               | HOC-404            |
| 5  | Chapter 44     | Manipulation                                | Tom Shankland    | Melissa James Gibson               | 4 mars 2016                                |                               |                               | HOC-405            |
| 6  | Chapter 45     | Guérison                                    | Tom Shankland    | Laura Eason                        | 4 mars 2016                                |                               |                               | HOC-406            |
| 7  | Chapter 46     | Un concurrent menaçant                      | Tom Shankland    | Bill Kennedy                       | 4 mars 2016                                |                               |                               | HOC-407            |
| 8  | Chapter 47     | Livre crucial                               | Alex Graves      | John Mankiewicz                    | 4 mars 2016                                |                               |                               | HOC-408            |
| 9  | Chapter 48     | Première Dame vice-présidente               | Robin Wright     | Frank Pugliese                     | 4 mars 2016                                |                               |                               | HOC-409            |
| 10 | Chapter 49     | Ticket présidentiel                         | Robin Wright     | Melissa James Gibson & Kenneth Lin | 4 mars 2016                                |                               |                               | HOC-410            |
| 11 | Chapter 50     | Au-delà du mariage                          | Kari Skogland    | Tian Jun Gu                        | 4 mars 2016                                |                               |                               | HOC-411            |
| 12 | Chapter 51     | Prise d'otage                               | Jakob Verbruggen | Laura Eason & Bill Kennedy         | 4 mars 2016                                |                               |                               | HOC-412            |
| 13 | Chapter 52     | Détruire quiconque se dresse sur mon chemin | Jakob Verbruggen | Beau Willimon                      | 4 mars 2016                                |                               |                               | HOC-413            |

### Saison 5 (2017)
| N° | Titre original | Titre français       | Réalisateur       | Scénariste(s)                         | 1re diffusion États-Unis, Canada (Netflix) | 1re diffusion Belgique (Be 1) | 1re diffusion France (Canal+) | Code de production |
| -- | -------------- | -------------------- | ----------------- | ------------------------------------- | ------------------------------------------ | ----------------------------- | ----------------------------- | ------------------ |
| 1  | Chapter 53     | État de guerre       | Daniel Minahan    | Frank Pugliese                        | 30 mai 2017                                |                               |                               | HOC-501            |
| 2  | Chapter 54     | Peur sur la ville    | Daniel Minahan    | Melissa James Gibson                  | 30 mai 2017                                |                               |                               | HOC-502            |
| 3  | Chapter 55     | Le jour le plus long | Alik Sakharov     | John Mankiewicz                       | 30 mai 2017                                |                               |                               | HOC-503            |
| 4  | Chapter 56     | Rien ne va plus      | Alik Sakharov     | Kenneth Lin                           | 30 mai 2017                                |                               |                               | HOC-504            |
| 5  | Chapter 57     | Statu quo            | Michael Morris    | Laura Eason                           | 30 mai 2017                                |                               |                               | HOC-505            |
| 6  | Chapter 58     | Nouvelle donne       | Michael Morris    | Bill Kennedy                          | 30 mai 2017                                |                               |                               | HOC-506            |
| 7  | Chapter 59     | Situation de crise   | Alik Sakharov     | Tian Jun Gu                           | 30 mai 2017                                |                               |                               | HOC-507            |
| 8  | Chapter 60     | Les champs Élysées   | Roxann Dawson     | John Mankiewicz                       | 30 mai 2017                                |                               |                               | HOC-508            |
| 9  | Chapter 61     | Seul contre tous     | Roxann Dawson     | Bill Kennedy                          | 30 mai 2017                                |                               |                               | HOC-509            |
| 10 | Chapter 62     | L'audition           | Agnieszka Holland | Kenneth Lin                           | 30 mai 2017                                |                               |                               | HOC-510            |
| 11 | Chapter 63     | Paranoïa             | Agnieszka Holland | Laura Eason                           | 30 mai 2017                                |                               |                               | HOC-511            |
| 12 | Chapter 64     | Dos au mur           | Robin Wright      | Frank Pugliese & Melissa James Gibson | 30 mai 2017                                |                               |                               | HOC-512            |
| 13 | Chapter 65     | Trahison             | Robin Wright      | Melissa James Gibson & Frank Pugliese | 30 mai 2017                                |                               |                               | HOC-513            |